# Sinagoga de Sorano
La sinagoga de Sorano, ubicada a lo largo de via Selvi, fue durante algunos siglos uno de los lugares de culto más importantes de la localidad homónima en Italia.

## Historia y descripción
Esta sinagoga, probablemente de origen de finales del siglo XVI, permaneció consagrada al menos hasta finales del siglo XIX, época en la que la comunidad local de fe judía, que residía principalmente a lo largo de via del Gueto y en las cercanías, comenzó a desplazarse hacia Pitigliano y otros lugares del centro de Italia.
Durante el siglo XX, cuando finalmente toda la comunidad judía ya había abandonado el centro, el edificio religioso quedó completamente descuidado, enfrentando así un largo período de abandono y decadencia que duró casi todo el siglo XX.
Sin embargo, en las últimas décadas se ha llevado a cabo una cuidadosa restauración del edificio que albergaba la sinagoga, al mismo tiempo que la renovación de la cercana sinagoga de Pitigliano. Gracias a esta importante remodelación, el antiguo templo ha recuperado su esplendor perdido y se ha utilizado como sala de exposiciones culturales.